# 伊勢電気鉄道501形電気機関車
伊勢電気鉄道501形電気機関車(いせでんきてつどう501がたでんききかんしゃ）は伊勢電気鉄道が自社線の貨物列車牽引用として製造・保有した電気機関車の1形式。
同社初の電気機関車でもある。

## 概要
1926年12月26日に全線の電化工事を完成し、旅客車については新造の電車8両を導入した伊勢鉄道改め伊勢電気鉄道であったが、その一方で貨物列車については、電化直前の時点で8両が在籍した蒸気機関車のうち1両（2号機）を1926年11月22日認可で加悦鉄道へ譲渡したものの、残る7両をそのまま併用、橋梁の動荷重変更認可を得て従来入線不能であった鉄道省標準の15t級有蓋貨車（ワム）の直通運転認可を得、さらに既存客車の改造や新造により、貨車数を増やして伊勢湾の産品である鮮魚の輸送などの貨物需要に対応する体制としていった。
もっとも、旅客輸送が経済的な電車運転に切り替わった状態で貨物輸送を蒸気機関車に依存し続けるのは不経済であり、貨物列車についても順次電気動力へ切り替えられることとなった。
そこで、1927年10月24日設計認可、同年11月8日竣工として、以下の2両の26t級凸型電気機関車が神戸の川崎造船所兵庫工場（現・川崎重工業車両カンパニー）にて製作された。
501形501・502
なお、川崎造船所での製造番号（製番）は26・27で、売り上げ時期は1927年12月、帳簿上の納入先は伊勢鉄道となっている。

## 車体
平面だけで構成された前後のボンネットと、中央の乗務員室よりなる、特徴的な形状のリベット組み立て鋼製凸型車体を備える。
車体長8,522mm、車体幅2,732mm、最大高4,116mm、自重26.5tのコンパクトな車体で、乗務員室は妻面が切妻でそれぞれの上方幕板部分に通風器を設置し、ひさし状に前後に伸ばされた屋根板直下、それらの通風器の間に前照灯を設置した2枚窓構成、側面は左右非対称で側窓と乗務員扉を設けている。
前後のボンネット側面にはそれぞれ観音開きの点検扉を片側面につき2カ所ずつ設置し、そのうち車端寄りの各1組の下部に抵抗器冷却用の鎧戸を設けている。また、ボンネット上の周囲にはボンネットのほぼ全長に渡る長い手すりが設けられており、ボンネットの幅は乗務員室よりも狭くなっている。

## 主要機器

### 制御器
直流1,500Vの架線電圧をドロップ抵抗で直流100Vに降圧して制御電源とする、ウェスティングハウス・エレクトリック社系の簡素なHL電磁空気単位スイッチ式非自動加速制御器を搭載する。なお、このシステムの関係で、本形式には電動発電機は搭載されていない。

### 主電動機
端子電圧750V時1時間定格出力59.7kW、定格回転数698rpmの直流直巻整流子電動機である川崎造船所K7-803-Aを各台車に2基ずつ計4基、吊り掛け式で装架する。歯数比は18:75=4.17で、定格牽引力は3,200kg、定格速度は27.3km/hである。

### 台車
棒台枠釣り合い梁式の2軸ボギー台車を装着する。動輪径は866mmである。

### ブレーキ
ウェスティングハウス・エア・ブレーキ社(WABCO)が開発した、日本エヤーブレーキ製のAMF元空気溜管式非常直通自動空気ブレーキを搭載する。また、このシステムに空気圧を供給するコンプレッサーは川崎造船所D-3-Fを搭載する。

### 集電装置
集電装置として、乗務員室の屋根上に川崎造船所C菱枠パンタグラフを1基搭載する。

## 運用
竣工後、伊勢電気鉄道線の貨物の主力機として運用が開始された。
もっとも、1929年1月30日の四日市 - 桑名間開業に備え、より強力かつ本格的な本線用電気機関車である511形が就役した結果、本形式は2線級の扱いとなり、以後は入れ替えや合併により編入された養老線などで使用された。
その間、所属会社の変更に伴い、関西急行鉄道が発足した1941年3月15日付で以下の通り改番が実施された。
501形501・502 → デ1形デ1・デ2
1959年の名古屋線改軌の際には当初、2両とも狭軌(1,067mm)のままとされたが、1960年にデ2が自社工場で改軌工事を施工され、1,435mm軌間用に改造された。
その後、1967年にはデ1について自社塩浜工場で連結器、車軸、それにブレーキシステムの更新工事が実施されている。もっとも、小型小出力であったことから、末期はほとんど使用されていなかったという。
養老線所属のデ1は1971年11月に、名古屋線所属のデ2は1975年9月にそれぞれ除籍され、デ1についてはそのまま解体されたが、塩浜工場の入換車となっていたデ2については双頭型両用連結器に交換され除籍後も同工場で1983年6月まで構内入換車としてそのまま使用された後、老朽化により解体処分され、2両とも現存しない。

## 同系車

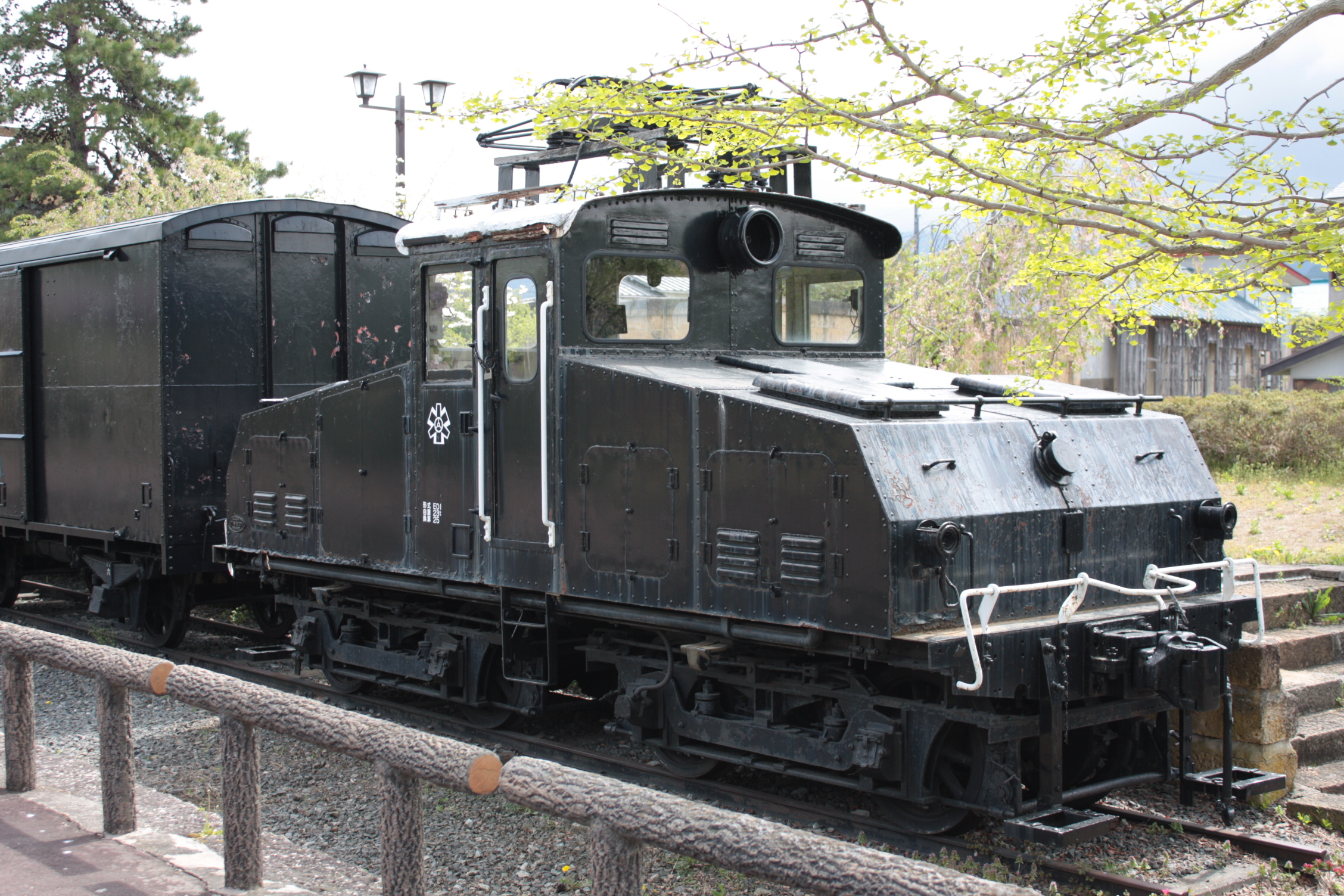
山形交通高畠線ED1（旧高畠鉄道キ1）

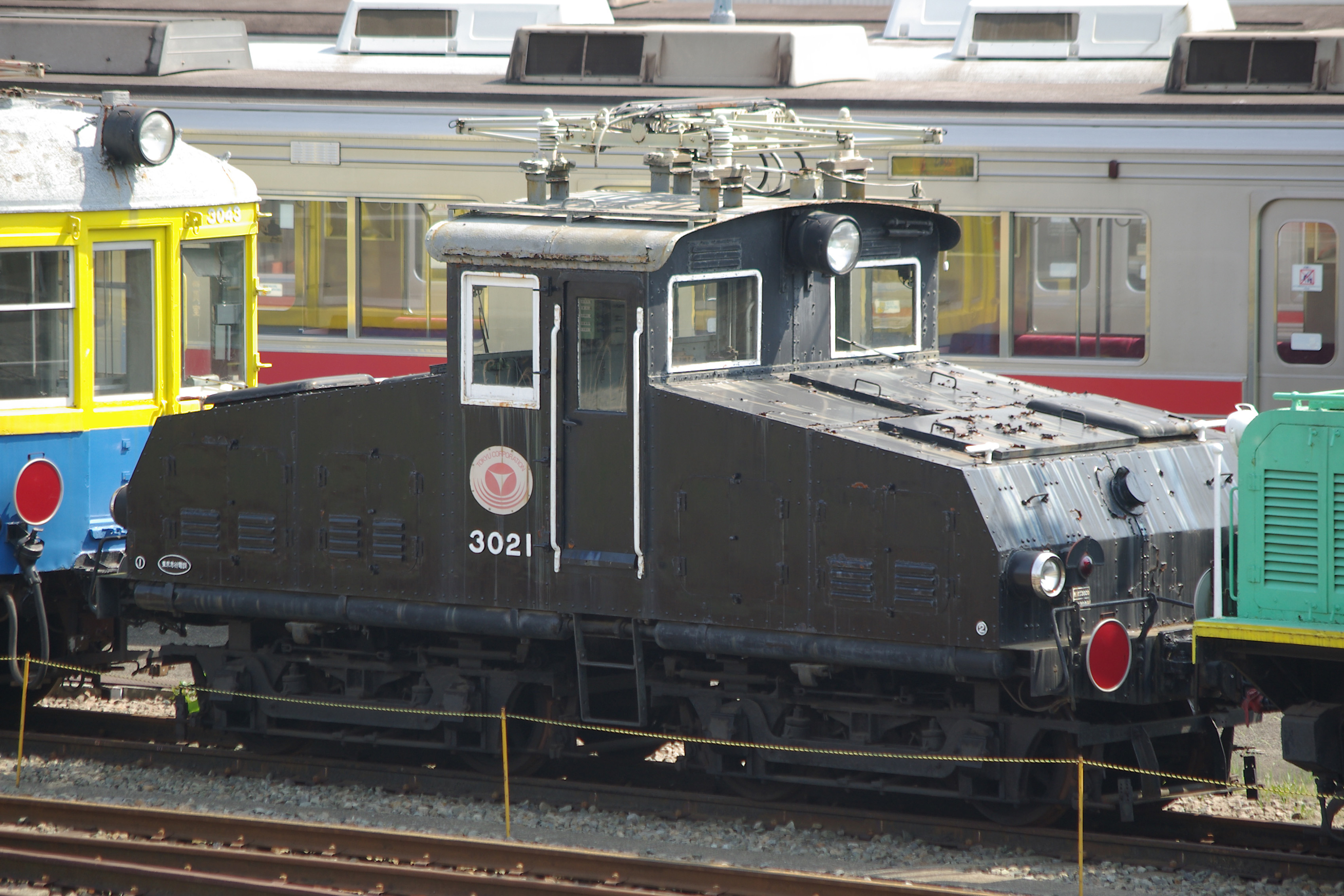
東京急行電鉄デキ3021（旧東京横浜電鉄デキ1）

川崎造船所から1928年に分社した川崎車輛では、本形式と同系の凸型電気機関車を製作し、以下の2社へ納入している。
高畠鉄道キ1形キ1
1929年竣工、同年8月売り上げ。製番32。
東京横浜電鉄デキ1形デキ1
1929年11月竣工、1930年3月売り上げ。製番31。
これらは本形式の車体設計を基本としつつボンネット部を乗務員室と同幅とし、ボンネット上部の手すりを取り払った形状の車体を備えるが、前者は地方の小私鉄向け、後者は貨物需要の少ない都市近郊の電気鉄道向け、ということで自重は高畠鉄道キ1が23t、東京横浜電鉄デキ1が20tといずれも本形式より軽量となっており、主電動機をはじめとする搭載機器も各社の状況を反映して相違する。
なお、これら2形式はいずれも保存されており、現存する。